# Hørsand Station
Hørsand Station (Hørsand stasjon) var en jernbanestation på Rørosbanen, der lå i Løten kommune i Norge.
Stationen åbnede sammen med den første del af banen fra Hamar til Grundset 23. juni 1862. Oprindeligt hed den Sande, men den skiftede navn til Hørsand 21. maj 1866. Den blev nedgraderet til holdeplads 15. maj 1930 og til trinbræt 1. oktober 1961. Stationen blev nedlagt 1. juni 1986.
Stationsbygningen blev opført til åbningen i 1862 efter tegninger af Georg Andreas Bull. Bygningen blev revet ned i 1975, og i dag er der kun rester af en læsseperron, der minder om stationen. Fylkesvei 231 krydser banen i niveau lidt øst for stationsområdet.